# Ibănești (Mureș)
Ibănești (in ungherese Libánfalva) è un comune della Romania di 4441 abitanti, ubicato nel distretto di Mureș, nella regione storica della Transilvania. 
Il comune è formato dall'unione di 10 villaggi: Blidireasa, Brădețelu, Dulcea, Ibănești, Ibănești-Pădure, Lăpușna, Pârâu Mare, Tireu, Tisieu, Zimți.

## Economia
Tra i prodotti del comune particolarmente apprezzato è il telemea, un formaggio che ha ottenuto nel 2016 la Denominazione di origine protetta europea.